# Junior Stanislas
Felix Junior Stanislas (26 de novembre de 1989), és un futbolista professional anglès que juga de volant per l'AFC Bournemouth de la Premier League.